# Фролово (Шиловский район)
Фролово — деревня в Шиловском районе Рязанской области в составе Мосоловского сельского поселения.

## Географическое положение
Деревня Фролово расположена  в 23 км к западу от пгт Шилово. Расстояние от деревни до районного центра Шилово по автодороге — 28 км.
В северной части деревни расположены пруды, из которых вытекает безымянный ручей, впадающий в реку Непложу. Ближайшие населенные пункты — деревня Шелухово, села Мосолово и Ряссы.

## Население
| 1859 | 1897 | 1906 | 2010 |
| ---- | ---- | ---- | ---- |
| 328  | ↗678 | ↗717 | ↘74  |

По данным переписи населения 2010 г. в деревне Фролово постоянно проживает 74 чел. (в 1992 г. — 194 чел.).

## Происхождение названия
По версии михайловских краеведов И. Журкина, Б. Катагощина деревня получила свое название по фамилии землевладельца Фролова.

## История
Деревня Фролово Шиловского района известна, прежде всего, памятниками археологии, расположенными в её округе. В 0,5 км к востоку от деревни, на левом берегу реки Непложи, археологические разведки вскрыли остатки поселения эпохи бронзового века (вторая половина 2 тыс. до н. э.); в 250 м к западу от центральной части деревни находится городище эпохи раннего железного века (1 тыс. до н. э.).

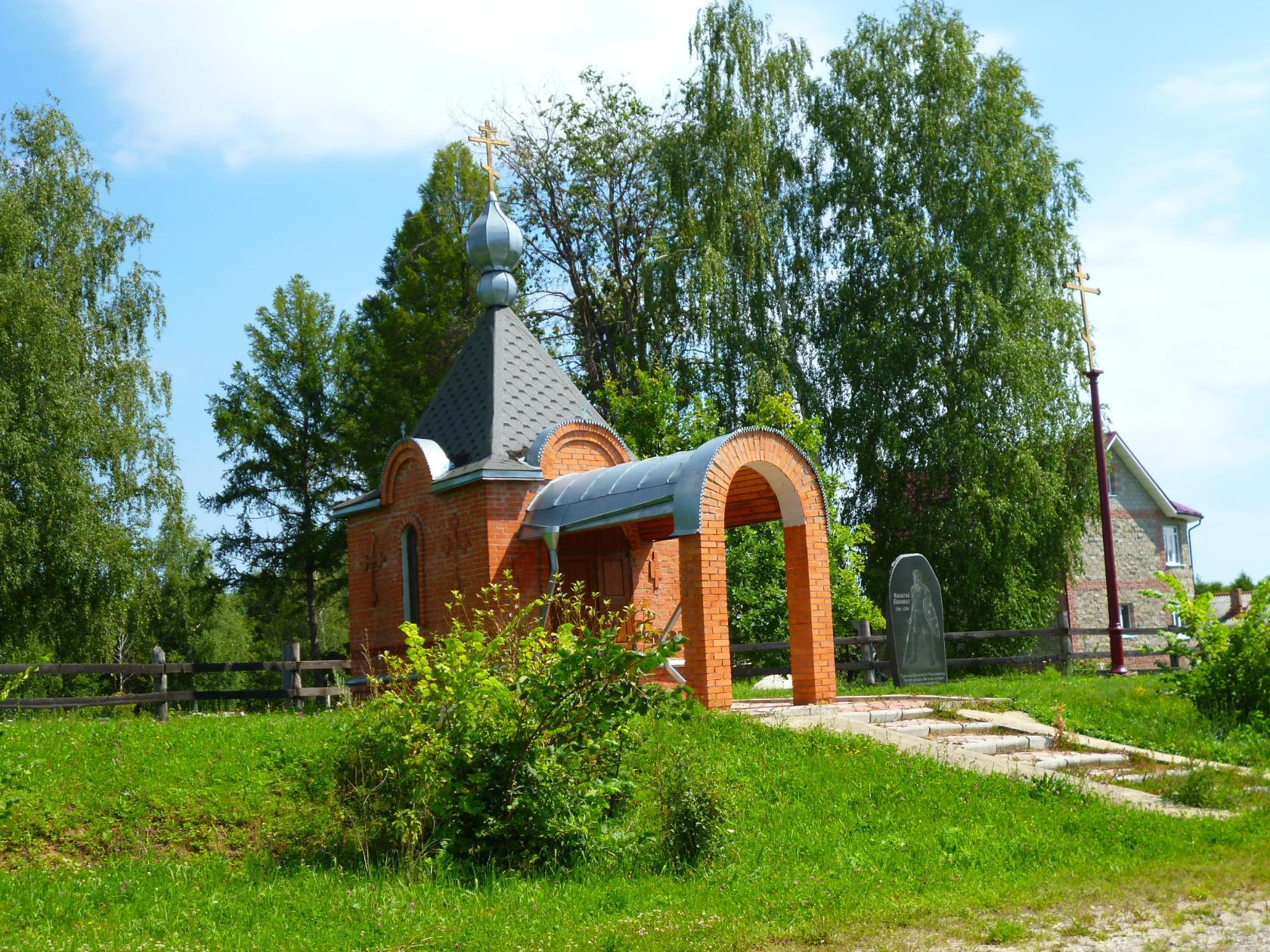
Деревня Фролово. Памятная часовня и памятник в честь рязанского боярина и воеводы Евпатия Львовича Коловрата, 2006.

По преданию, записанному в начале XX века, к северо-востоку от деревни Фролово, где р.Заполье впадает в р.Непложу, существовал в эпоху средневековья т. н. Урсовский городок — укрепленная вотчина легендарного рязанского воеводы и богатыря Евпатия Львовича Коловрата (+1238 г.).
«Повесть о разорении Рязани Батыем» повествует, что Евпатий Коловрат, узнав о разорении Рязани (Старой) татарами, с «малою дружиною» в 1700 человек спешно выдвинулся вдогонку врагу. В ходе ожесточенной битвы он «стал сечь силу татарскую, и многих тут знаменитых богатырей Батыевых побил, одних пополам рассекал, а других до седла разрубал». В конце концов, татары смогли победить остатки небольшой дружины во главе с Коловратом, только когда окружили их и расстреляли из «множества пороков (камнемётов)». Пораженный отчаянной смелостью, мужеством и воинским искусством рязанского богатыря, хан Батый отдал тело убитого Евпатия Коловрата пленённым в битве русским дружинникам и отпустил их.
В некоторых древних источниках Евпатий Коловрат именуется Евпатием «Неистовым». В отдельных редакциях «Повести» указывается его отчество — Львович и рассказывается о торжественных его похоронах в Рязани (Старой).

В 2006 г. в деревне возведена часовня в память знаменитого земляка, рядом с которой ему был поставлен памятник.

Деревня Фролово. Памятник легендарному рязанскому боярину и воеводе Евпатию Коловрату, 2006.

Впервые деревня Фролово упоминается в окладных книгах за 1676 г. К 1891 г., по данным И. В. Добролюбова, в деревне Фролово насчитывалось 74 двора, причем 62 из них относились к приходу Воздвиженской церкви села Ряссы, а 12 — к приходу Успенской церкви села Мосолово.

## Транспорт
Основные грузо- и пассажироперевозки осуществляются автомобильным транспортом: через южную часть деревни Фролово проходит автомобильная дорога федерального значения М-5 «Урал»: Москва — Рязань — Пенза — Самара — Уфа — Челябинск. С юга на север деревню пересекает автомобильная дорога межмуниципального значения 61Н-732: «Лесной — Мосолово — Ряссы».

## Достопримечательности
- Памятник односельчанам, погибшим в Великой Отечественной войне 1941—1945 гг.
- Часовня и памятник в честь рязанского боярина и воеводы Евпатия Коловрата (+1238 г.). Установлены в 2006 г.[11]